# Промбор
Промбор — деревня в Бирилюсском районе Красноярского края России. Входит в состав Полевского сельсовета. Находится на правом берегу реки Чулым, примерно в 43 км к северо-северо-западу (NNW) от районного центра, села Новобирилюссы, на высоте 163 метров над уровнем моря.

## Население
| 2010 |
| ---- |
| 141  |

Гендерный состав
По данным Всероссийской переписи населения 2010 года 67 мужчин и 74 женщины из 141 чел.

## Улицы
Уличная сеть деревни состоит из 3 улиц.